# Gastón Gaudio
Gastón Norberto Gaudio (født 9. december 1978 i Buenos Aires, Argentina) er en argentinsk tennisspiller, der blev professionel i 1996. Han har igennem sin karriere vundet 8 single- og 3 doubletitler, og hans højeste placering på ATP's verdensrangliste er en 5. plads, som han opnåede i april 2005.

## Grand Slam
Gaudios bedste Grand Slam-resultat i singlerækkerne kom ved French Open, som han som useedet sensationelt vandt i 2004. Her besejrede han i en dramatisk finale landsmanden Guillermo Coria, efter fem sæt.